# Покровское 1 (Рязанская область)
Покро́вское 1 — село в Михайловском районе Рязанской области России. Входит в Чуриковское сельское поселение.

## География
Село расположено на правом берегу р. Кердь.

## Этимология
Название села произошло от церковного праздника — Покров Пресвятой Богородицы.

## История
К 30-м годам XVIII века храм в селе настолько обветшал, что постоянно требовал ремонта. И тогда было решено сломать старую церковь. На её месте в 1731 году была выстроена новая церковь, тоже деревянная, простоявшая почти сто лет. В 1851 году здание церкви было перестроено и укреплено. В 1866 году в селе была построена церковь в честь Покрова Пресвятой Богородицы с Ильинским приделом. Каменный храм с колокольней возвёл священник Пётр Александровский.
По переписи 1882 года в селе Покровском Чуриковской волости Скопинского уезда 221 двор, в том числе 205 деревянных и 13 каменных, 1651 житель, 47 грамотных мужчин, 10 мальчиков учились в школе. Имелись 4 промышленных заведения, 2 трактира и 3 лавки. С лошадью был 71 двор, всего 201 корова, безлошадных и бескоровных 23 двора. На ревизскую душу приходилось 3,8 десятин пашни. Одна семья владела 32 десятинами пашни кроме надельной. 43 двора арендовали 96 десятин пашни на 1031 рубль и 1,5 десятины луга по 7 рублей. Топились по белому 32 двора, по чёрному — 186. Местные промыслы имели 50 семей, на заработки уходили 264 мужчины. В 1885 основана земская школа.
На 1.1.1905 году в Покровском 286 дворов, 1045 мужчин и 1120 женщин, каменная церковь, школа, ветряная мельница, кирпичный завод. В 1903 году была построена каменная церковь с каменной колокольней в одной связи. Престолов в ней было два: в честь святого апостола и евангелиста Иоанна Богослова и придельный — в честь Николая Чудотворца.
С 1929 года село являлось центром Покровского сельсовета Михайловского района Рязанского округа Московской области, с 1935 года — в составе Чапаевского района, с 1937 года — в составе Рязанской области, с 1959 года — в составе Михайловского района, с 2005 года — в составе Чуриковского сельского поселения.

## Население
| 1859 | 1897  | 1906  | 1914  | 2007 | 2010 |
| ---- | ----- | ----- | ----- | ---- | ---- |
| 1389 | ↗1794 | ↗2165 | ↗2372 | ↘128 | ↘113 |

## Известные уроженцы, жители
Виктор Васильевич Васин (1935, с. Покровское — 2016) — советский и российский горняк, организатор производства, генеральный директор двух крупнейших горно-обогатительных комбинатов «Северстали» — Оленегорского ГОК-а (1985—2006) и АО «Карельский окатыш» (2006—2007). Лауреат премии Правительства Российской Федерации в области науки и техники (1997).

## Инфраструктура
Личное подсобное хозяйство с зоной сельскохозяйственного использования, индивидуальная застройка усадебного типа.
Основа экономики — сельское хозяйство.

## Транспорт
Село доступно автотранспортом. Остановка общественного транспорта «Покровское 1 (Рязанская область)».

## Русская православная церковь
В 1866 году в селе была построена церковь в честь Покрова Пресвятой Богородицы.
Каменный храм с колокольней возвёл священник Пётр Александровский.